# ییمی چاریا
ییمی چاریا (انگلیسی: Yimmi Chará؛ زادهٔ ۲ آوریل ۱۹۹۱) بازیکن فوتبال اهل کلمبیا است.
از باشگاه‌هایی که در آن بازی کرده‌است می‌توان به باشگاه فوتبال اتلتیکو مینیرو، باشگاه فوتبال مونتری، اتلتیکو ناسیونال، و باشگاه ورزشی اتلتیکو جونیور اشاره کرد.
وی همچنین در تیم ملی فوتبال کلمبیا بازی کرده‌است.